# Govert Flinck
Govert (Govaert) Flinck (ur. 25 stycznia 1615 w Kleve, zm. 2 lutego 1660 w Amsterdamie) – holenderski malarz epoki baroku, uczeń m.in. Rembrandta.
Był uczniem Lamberta Jacobsza. 1633-34 pracował w warsztacie Rembrandta w Amsterdamie. Początkowo naśladował styl mistrza, ulegał też wpływom Jacoba Backera.
Tworzył głównie portrety, ale także płótna o tematyce religijnej i mitologicznej oraz pejzaże.
Niektóre z jego dzieł można oglądać w amsterdamskim Rijksmuseum, w paryskim Luwrze i  berlińskiej Gemaeldegalerie.

## Wybrane dzieła
- Młodzieńczy wojownik –  (1636) Norymberga, Germanisches Nationalmuseum,
- Ofiara Abrahama –  (1636) Monachium, Stara Pinakoteka,
- Rembrandt jako pasterz z pałką i fletem –  (ok. 1636) Amsterdam, Rijksmuseum,
- Portret młodego mężczyzny -  (1637) Kraków, Zamek Królewski na Wawelu
- Krajobraz –  (1637) Paryż, Luwr
- Portret młodego mężczyzny –  (1637) St. Petersburg, Ermitaż,
- Autoportret w wieku 24 lat –  (1639) Londyn, National Gallery w Londynie,
- Izaak błogosławiący Jakuba –  (1639) Amsterdam, Rijksmuseum,
- Zwiastowanie pasterzom –  (1639) Paryż, Luwr
- Krajobraz z obeliskiem –  (ok. 1639) Boston, Isabella Stewart Gardner Museum,
- Portret mężczyzny na tle pejzażu –  (1636-40) Warszawa, Muzeum Narodowe w Warszawie
- Portret mężczyzny –  (1640) Madryt, Muzeum Thyssen-Bornemisza,
- Portret pary małżeńskiej –  (1646) Karlsruhe, Kunsthalle,
- Milicja amsterdamska świętuje podpisanie traktatu westfalskiego –  (1648) Amsterdam, Amsterdams Historisch Museum,
- Batszeba prosi Dawida o koronę dla Salomona –  (1651) Dublin, Narodowa Galeria Irlandii,
- Alegoria rządów Ferdynanda Henryka –  (1654) Amsterdam, Rijksmuseum,
- Batszeba z listem Dawida –  (1659) St. Petersburg, Ermitaż,
- Portret kobiety –  (1659) St. Petersburg, Ermitaż,
- Golgota –  Bazylea, Kunstmuseum,
- Krajobraz z arkadowym mostem –  Berlin, Gemaeldegalerie,
- Krajobraz z kolasą –  Londyn, Wallace Collection,
- Ofiara Manoacha –  Budapeszt, Muzeum Sztuk Pięknych,
- Portret mężczyzny –  Hamburg, Kunsthalle,
- Portret młodej dziewczyny –  Hamburg, Kunsthalle,
- Portret młodej dziewczyny jako Diany –  Oksford, Ashmolean Museum,
- Wygnanie Hagar –  Berlin, Gemaeldegalerie,
- Zuzanna i starcy –  Berlin, Gemaeldegalerie.

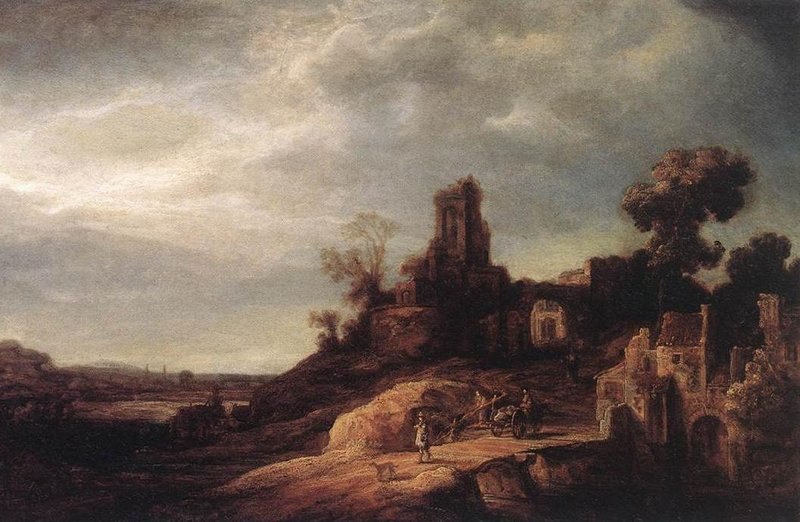
Krajobraz (1637) Luwr, Paryż
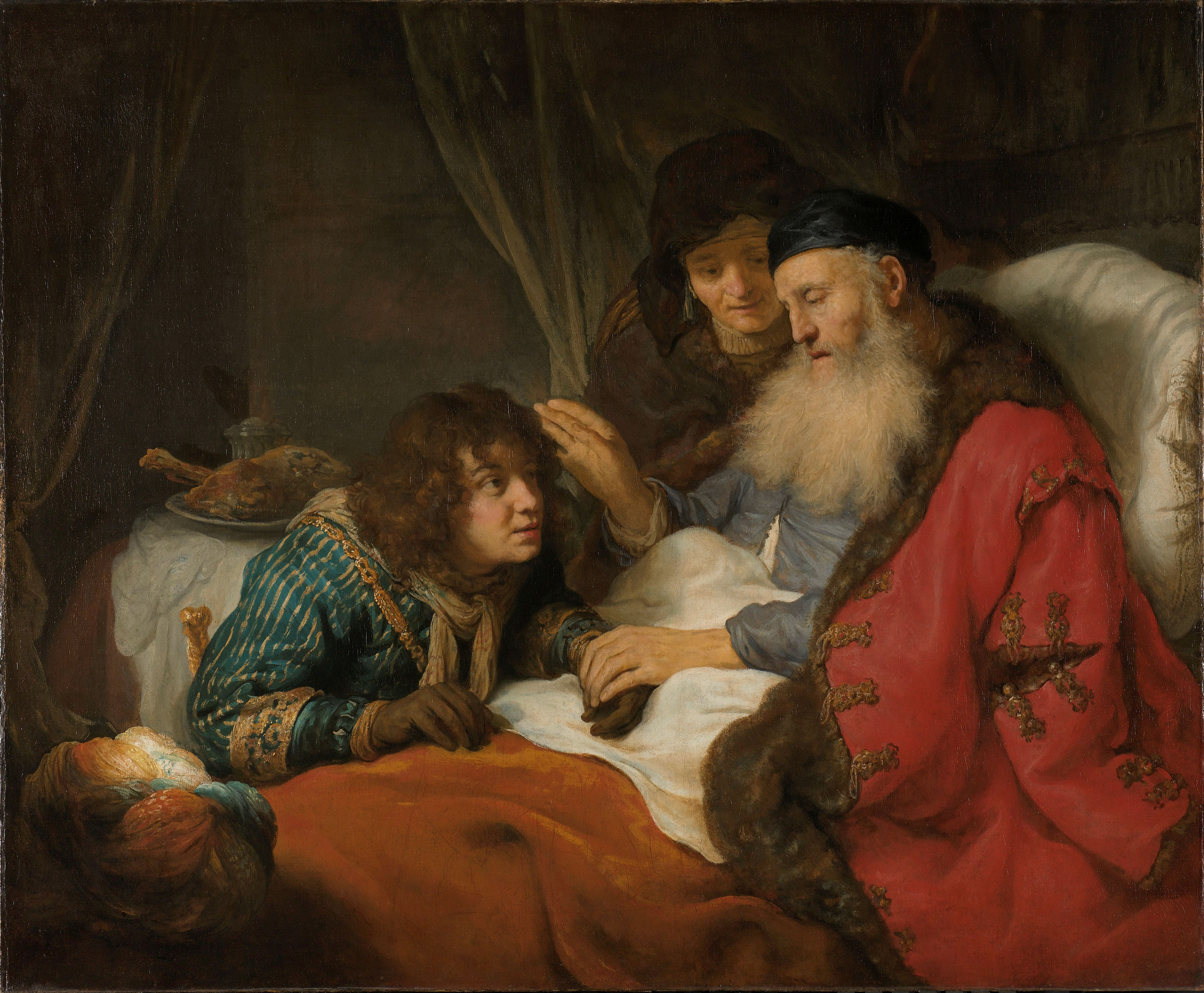
Izaak błogosławiący Jakuba (1639) Rijksmuseum, Amsterdam
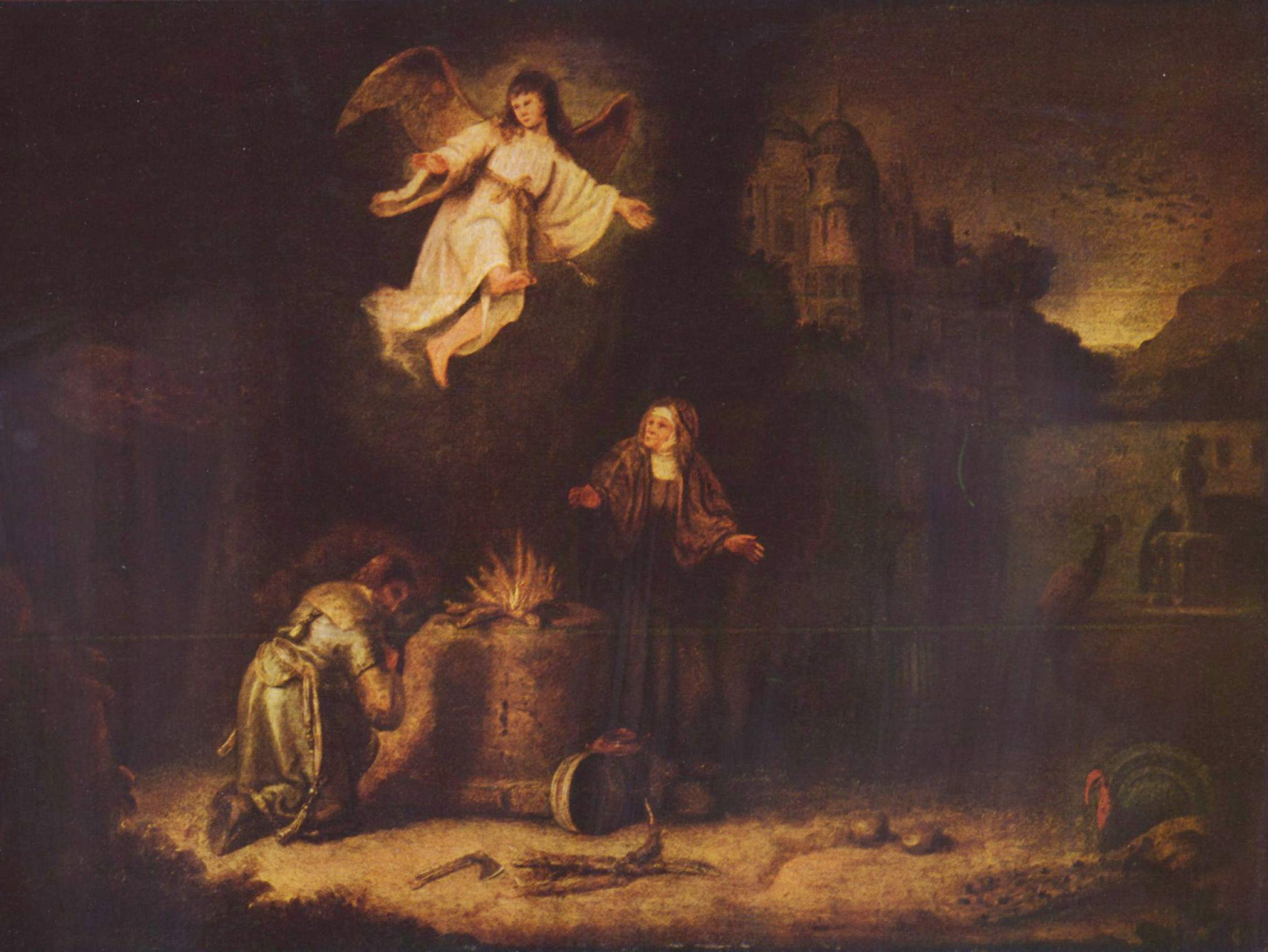
Ofiara Manoacha Muzeum Sztuk Pięknych, Budapeszt